# Trichordestra dodii
Trichordestra dodii là một loài bướm đêm trong họ Noctuidae.